# بروفيدينس
نادي بروفيدينس لكرة القدم (بالإنجليزية: Providence F.C.)‏ نادي كرة قدم أمريكي . تم تأسيس النادي في سنة 1924 ثم تم حل النادي في سنة 1930 .